# Kari Wahlgren
Pour les articles homonymes, voir Wahlgren.
Kari Wahlgren, née le 13 juillet 1977 à Hoisington, dans le Kansas, est une actrice américaine. D'abord spécialisée dans les voix de personnages animés de séries telles FLCL, elle tient par la suite des rôles dans des œuvres telles Witch Hunter Robin, Last Exile, Samurai Champloo, Steamboy, Scrapped Princess, Blood+, Lucky Star, Fate/Zero et Valkyrie Apocalypse,
.

## Biographie
Kari Wahlgren naît et grandit à Hoisington. Elle obtient un diplôme en théâtre de l'université du Kansas en 1999.

## Filmographie
- 2024 : Votre fidèle serviteur Spider-Man (Your Friendly Neighborhood Spider-Man) (série TV d'animation) : May Parker (voix)